# Gertraud Kaltenecker
Gertraud Anna Maria Kaltenecker (* 20. Mai 1915 in Regensburg; † 16. August 2004 in Landshut) war eine deutsche Komponistin und Sängerin.

## Leben
Gertraud Kaltenecker kam am 20. Mai 1915 in Regensburg zur Welt. Sie wuchs in einem religiösen Elternhaus auf und erhielt Musikunterricht im Rahmen ihrer schulischen Ausbildung am Institut der Englischen Fräulein. Nach dem Abschluss des Lyzeums 1932 besuchte sie die Höhere Handelsschule. Nach ihrem Abschluss übte sie zunächst eine Beschäftigung zum „Broterwerb ohne seelische Belastung“ – so ihre eigenen Worte – als Verwaltungsangestellte beim Arbeitsamt und ab 1949 beim Versorgungsamt in Regensburg aus. Der Musik blieb sie jedoch auch in diesem Lebensabschnitt stets treu. Von 1935 bis 1940 wurde sie vom Komponisten Max Jobst in Kompositions- und Harmonielehre unterwiesen. Im Jahre 1943 begann sie eine Hospitanz an der Regensburger Kirchenmusikschule und bekam erste Engagements als Gesangssolistin. Von 1946 bis 1948 studierte Kaltenecker an der Akademie der Tonkunst in München Komposition bei Joseph Haas, Gesang, Klavier, Dirigieren und Musikgeschichte. Trotz ihres erfolgreich abgeschlossenen Musikstudiums war sie auch nach 1948 nur nebenberuflich als Komponistin und Sängerin tätig. Die musikalische Nebentätigkeit prägte jedoch ihr gesamtes Leben.

## Bedeutung
Gertraud Kalteneckers musikalisches Lebenswerk umfasst über 90 Kompositionen. Darunter Kirchen- und Kammermusik, Kompositionen für Klavier, Orchester, Orgel und Gesänge für Chöre (sowohl liturgischer als auch weltlicher Art). Ihre Schöpfungen mit ihrer gebundenen Harmonik lehnten sich stilistisch meist an das Vorbild ihres einflussreichen Lehrers Joseph Haas an. Die oftmals im Auftrag der Regensburger Kirchgemeinden entstandenen Orgelwerke nehmen dabei eine besondere Rolle in ihrem musikalischen Schaffen ein. In ihrem Liederzyklus Spirale aus dem Jahre 1975 vertonte sie auch einige Gedichte der Regensburger Schriftstellergruppe International. In den fünfziger und sechziger Jahren des 20. Jahrhunderts feierte sie auch als Sängerin große Erfolge. Die Musikkritik nannte die Erstaufführung von Paul Hindemiths Marienleben im Jahre 1958 eine „eminente Leistung in jeder Hinsicht, physisch, stimmtechnisch, musikalisch, künstlerisch“.

## Auszeichnungen
- 1990: Kulturpreis der Stadt Regensburg[1]
- 1994: International Order of Merit des International Biographical Centre in Cambridge
- 2002: Nordgaupreis des Oberpfälzer Kulturbundes

## Ehrung
Gertraud Kaltenecker zu Ehren wurde eine Straße im Dörnberg-Viertel in Regensburg benannt.

## Werke

### Orchestermusik
- Weihnachts-Pastorale für Flöte, Oboe und Streichorchester op. 5 (1947)
- Serenade „In memoriam Max Jobst“ für Streichorchester op. 10 (1950)
- Partita op. 61 für Streichinstrumente (1987). Hrsg. von Ralf-Thomas Lindner. Certosa Verlag, Körborn 2023, ISMN 979-0-50224-554-2 (Erstveröffentlichung).

### Kammermusik
- Suite für Violine und Klavier op. 4b (1948)
- Suite für Fagott und Klavier op. 38 (1971)
- Kinderlieder-Suite für Violoncello und Klavier op. 41 (1973)
- Trifolium, Drei kleine Stücke für Sopranblockflöte (Querflöte) und Klavier (Cembalo) op. 45 (1977)
- Nur siebzehn Silben nach Haiku-Gedichten von Autoren der Regensburger Schriftstellergruppe International (RSGI) für Flöte solo und * Sprecher ad lib. op. 54 (1985)
- Geistliches Konzert für Oboe, Englischhorn und Orgel op. 64 (1988)
- Fünf Miniaturen für Violoncello und Klavier op. 68 (1989). Hrsg. von Ralf-Thomas Lindner. Certosa Verlag, Körborn 2024, ISMN 979-0-50224-555-9 (Erstveröffentlichung).
- Bayerische Skizzen für Klarinette und Klavier op. 72 (1991)
- Partita für Sopranblockflöte und Cembalo op. 86 (1998)

### Orgelmusik
- Postludium zur Missa „Virgo Mater“ op. 9 (1949)
- Choralvorspiel, Variationen und Fuge über das Kirchenlied „Maria, breit den Mantel aus“ op. 12 (1954)
- Partita über das Kirchenlied „Christ ist erstanden“ op. 16 (1955)
- Partita op. 17 (1957)
- Partita über „Es sungen drei Engel“ op. 29 (1966)
- Liturgische Impressionen op. 39 (1972)
- Partita „Der Sonnengesang des Hl. Franz von Assisi“ op. 44 (1977)
- Partita über „Die Töne der Glocken des Regensburger Domes“ G-A-H-d’-e’-g’ op. 47 (1979)
- Psalmmeditationen für Orgelsolo und Bariton op. 48 (1981)
- Partita „Die Minoritenkirche zu Regensburg“ op. 49 (1982, 5. Satz 1984)
- Sechs Choralvorspiele op. 52 (1984/85)
- Fantasie über B-A-C-H op. 53 (1985) und Fuge (1989)
- Triptychon über „Salve Regina“ op. 57 (1986)
- Proprium per organo op. 58 (1986)
- Concerto per organo a tre parte op. 60 (1987)
- Fantasie „Te deum laudamus“ op. 70 (1990)
- Introduction, Variationen und Fuge über „O Haupt voll Blut und Wunden“ op. 74 (1992)
- Kleine Suite über das Kirchenlied „Gelobt sei Gott der Vater“ für Orgelpositiv op. 75 (1992)
- Introduction und Passacaglia op. 76 (1993). Hrsg. von Gisbert Wüst. Certosa Verlag, Körborn 2023, ISMN 979-0-50224-501-6 (Erstveröffentlichung).
- Suite op. 77 (1993)
- Choralvariationen über das Kirchenlied „Freu dich sehr, o meine Seele“ op. 78 (1994)
- Choralvorspiele zu Liedern der Passionszeit aus dem Gotteslob op. 83 (1996/97)
- Orgel-Partita über den Choral „Die güldne Sonne voll Freud und Wonne“ op. 88 (1999)
- Kleine Partita über das Kirchenlied „Dein Lob, Herr, ruft der Himmel aus“ op. 91 (2002). Hrsg. von Ralf-Thomas Lindner. Certosa Verlag, Körborn 2023, ISMN 979-0-50224-502-3 (Erstveröffentlichung).

### Klavier- und Cembalomusik
- Suite (vierhändig) op. 4a (1947)
- Sechs leichte Stücke für die musizierende Jugend op. 7a (1949)
- Variationen und Fuge über ein eigenes Thema op. 19 (1958)
- Suite „Altbayrische Miniaturen“ op. 42 (1973)
- Introduction und Passacaglia op. 69 (1989)
- Toccata und Fuge op. 81 (1996)
- Variationen und Fuge über Bachs Schemelli-Lied „Jesu, meines Herzens Freud“ für Cembalo op. 80 (1995)
- Kleine Suite für Klavier vierhändig op. 82 (1996)

### Geistliche Vokalmusik

#### Singstimmen und Orgel
- „Regina coeli“ für hohen Sopran und Orgel op. 13 (1953). Hrsg. von Ralf-Thomas Lindner. Certosa Verlag, Körborn 2023, ISMN 979-0-50224-604-4 (Erstveröffentlichung).
- „Gegrüßet seist du, Maria“ für Sopran und Orgel op. 14 (1954). Hrsg. von Ralf-Thomas Lindner. Certosa Verlag, Körborn 2023, ISMN 979-0-50224-604-4 (Erstveröffentlichung).
- „Salve Regina“ für Sopran und Orgel op. 15 (1957). Hrsg. von Ralf-Thomas Lindner. Certosa Verlag, Körborn 2023, ISMN 979-0-50224-604-4 (Erstveröffentlichung).
- Drei liturgische Gesänge für Sopran und Orgel op. 18 (1957)
- Offertorium „Cum esset desponsata“ für dreistimmigen Frauenchor und Orgel op. 20 (1958)
- „Virgo mitis“ für Solo-Sopran und Orgel op. 22a (1959)
- „O Virgo pulcherrima“ für zwei Soprane (auch chorisch) und Orgel op. 22b (1959)
- „Benedicta et venerabilis“ für zwei Soprane, Alt und Orgel op. 22c (1959)
- „Tota pulchra es, Maria“ für sechsstimmigen Frauenchor und Orgel op. 22d (1959)
- „Bereit ist mein Herz, o Gott“ (Psalm 44) für eine Singstimme (oder Wechselgesang) und Orgel op. 23 (1959)
- „Ave maris stella“ für Sopran, Alt und Orgel op. 25 (1959)
- „Gloria patri“ für Sopran und Orgel op. 26 (1962)
- „Lauda, anima mea, Dominum“ für Sopran und Orgel op. 27 (1962)
- „Improperium exspectavit cor meum“ für Sopran und Orgel op. 30 (1966)
- Zwei geistliche Gesänge für zwei Soprane (Tenöre) und Orgel op. 35 (1968)
- Deutsche Brautmesse für Sopran (Tenor) und Orgel op. 36 (1968)
- „Preisen will ich den Herrn“, Offertorium zum 5. Sonntag nach Pfingsten für Sopran, Alt, Bariton und Orgel op. 40 (1971)
- Psalmmeditationen für Bariton und Orgelsolo op. 48/2 und 4 (1981)
- „Du heiliger und allerhöchster Gott“ nach einer Osternachtshymne für Bariton und Orgel op. 50 (1983)
- „Ich suche dich, Herr“, Drei geistliche Gesänge (Hubert Neufeld) für Bariton und Orgel op. 66 (1988)
- Drei Weihnachtslieder (Johannes R. Becher, Joachim Ringelnatz, Chiara Lubich) für Sopran, Alt und Orgel op. 67 (1988/89)
- „Träume und Wandlungen“, Drei geistliche Lieder (Anna-Valeria Vogl-Hüger) für Bass und Orgel op. 71 (1990)
- Kreuzweg-Gedanken nach eigenen Texten für Alt und Orgel op. 87 (1998)

#### Singstimmen und Instrumente
- „Ich sehe dich in tausend Bildern“, Geistliches Lied (Novalis) für vierstimmigen gemischten Chor, Violine und Orgel op. 2 (1940)
- Hymnus „Veni Creator Spiritus“ für vierstimmigen gemischten Chor, Streicher, Trompete, Oboe und Fagott op. 21 (1959)
- Kantate „Mater Dei“ (anonyme Dichter, Johann Caspar Lavater, Dante Alighieri) für drei Solo-Soprane, Kinderchor, vierstimmigen gemischten Chor, Violine und Orgel op. 28 (1964)

#### Geistliche Chormusik a cappella
- „Da Jesus in den Garten ging“, Geistliches Lied am Gründonnerstag oder Karfreitag für vierstimmigen gemischten Chor op. 1b (1937)
- „Und unser lieben Frauen“ für Frauenchor op. 3 (1941)
- „Popule meus“, Improperien am Karfreitag für sechsstimmigen gemischten Chor op. 6 (1947)
- Missa „Virgo Mater“ für dreistimmigen gemischten Chor op. 8 (1949)
- Marienlied (Robert Erbertseder) für dreistimmigen Frauenchor op. 24 (1959)
- Gebet zu Maria (Franz Xaver Lehner) für vierstimmigen gemischten Chor op. 31 (1965)
- Deutsches Proprium zum Passionssonntag für dreistimmigen gemischten Chor op. 34 (1968)
- „Stetit Angelus“, Offertorium zum St. Michaelsfest für vierstimmigen gemischten Chor op. 37 (1968)
- „Du trägst auf Mutterarmen“ (Luise Hensel) für dreistimmigen Frauenchor op. 56 (1986)
- „Jubilate Deo“, Motette für achtstimmigen gemischten Chor op. 73 (1991)

### Weltliche Chorwerke
- Zwei heitere Gesänge (Joachim Ringelnatz) für dreistimmigen gemischten Chor op. 7b (1949)
- „Deutsche Minnelieder“ (Walther von der Vogelweide, Dietmar von Aist, Der von Kürenberg, Anonym) für vierstimmigen gemischten Chor op. 11 (1952)
- Leitspruch „Gehe den Weg, den Gott dir gezeichnet hat“ (Guy de Larigandie) für vierstimmigen gemischten Chor op. 32 (1967)
- Zwei Kanons (Emanuel Geibel, Joseph von Eichendorff) op. 33 (1968)
- „Gar mancher“, Drei heitere Lieder (Erich Ludwig Biberger) für vierstimmigen gemischten Chor op. 62 (1987)
- „Astrologisches“, Vier heitere Lieder (Oskar Weber) für vierstimmigen gemischten Chor op. 65 (1988)
- „Stationen des Lebens“, Sechs Lieder (Karl Schauber) für vierstimmigen gemischten Chor op. 90 (2002)

### Lieder
- Drei Lieder (Richard Billinger, Johann Georg Jacobi, Hans Carossa) für Sopran und Klavier op. 1a (1937/38)
- „Spirale“, Sieben Lieder (Gertrud von den Brincken, Ernst R. Hauschka, Peter Coryllis, Peter J. Ettl, Elfriede Brandler, Florian Seidl, Erich Ludwig Biberger) für Bariton und Klavier op. 43 (1975)
- „Dimensionen“, Sechs Lieder (Erich Ludwig Biberger) für Alt und Klavier op. 46 (1978)
- „Und inmitten immer der Mensch“, Sechs Lieder (Peter Coryllis) für hohen Sopran und Klavier op. 51 (1984)
- Zwei Lieder (Johann Wolfgang von Goethe, Peter Coryllis) für Bass und Klavier op. 55 (1985)
- Drei ernste Lieder nach eigenen Texten für Sopran und Klavier op. 59 (1986)
- „Du meine Schwalbe“ (Gerhard Weber) für Bariton und Oboe op. 63 (1987)
- Sieben Lieder (Anton Schreiegg, Erich Ludwig Biberger, Hermann Kuprian, Anna-Valeria Vogl-Hüger, Peter Coryllis, Elisabeth Augustin) für Bass und Klavier op. 79 (1994)
- Drei besinnliche Lieder (Erich Ludwig Biberger) für Sopran und Klavier op. 85 (1997)
- „Durch Zeit und Raum“, Sechs Lieder (Anton Schreiegg) für Tenor und Klavier oder Orgel op. 89 (2001)